# Jan Ryś (siatkarz)
Jan Ryś (ur. 30 marca 1942 w Rutkach) – polski trener siatkówki, m.in. reprezentacji Polski seniorek.

## Życiorys
Jest wychowankiem siatkarskiej drużyny MKS Nysa. Następnie występował w Stali Nysa, Techniku Zamość i w latach 1969–1976 w Unii Tarnów. Po zakończeniu kariery sportowej pracował jako trener drużyny juniorów Unii, kobiecych drużynach Czarnych Jasło i Tarnovii, Stali Nysa. Na początku lat 80. pracował w Turcji, w Izmirze. W latach 1983–1985 był asystentem Huberta Wagnera w reprezentacji Polski seniorów, m.in. na mistrzostwach Europy w 1983 (2. miejsce) i 1985 (4. miejsce). Po rezygnacji Wagnera prowadził reprezentację Polski jako pierwszy trener w listopadzie 1985, w pięciu meczach turnieju TOP 10 w Seulu. W latach 1986–1989 był trenerem reprezentacji Polski kobiet seniorek, m.in. na mistrzostwach Europy w 1987 (11. miejsce). Wiosną 1989 zastąpił go na tym stanowisku Janusz Badora.
W 1995 pracował z reprezentacją Polski kadetek, którą w tym roku poprowadził na mistrzostwach Europy (5. miejsce). W latach 1996–1997 był trenerem reprezentacji Polski juniorek, którą prowadził na mistrzostwach Europy w 1996 (3. miejsce) i mistrzostwach świata w 1997 (5. miejsce). Równocześnie w latach 1995–1998 był zatrudniony w Szkole Mistrzostwa Sportowego w Sosnowcu. Od 1 września 1998 do 1 października 1999 pracował jako szkoleniowiec Szkoły Mistrzostwa Sportowego w Rzeszowie. W 1999 na mistrzostwach świata juniorów rozgrywanych w Tajlandii trenowani przez niego Polacy zajęli 9. miejsce. Wówczas reprezentantami kraju w tej kategorii wiekowej byli m.in. Piotr Lipiński, Przemysław Lach, Michał Bąkiewicz, Wojciech Grzyb, Łukasz Żygadło i Marcin Kocik. Następnie był m.in. trenerem Hochland Citroen Nysa (w trakcie sezonu 1999/2000 zastąpił Ryszarda Kruka), trenerem-koordynatorem w NKS NTO Nysa i trenerem AZS PWSZ Nysa (listopad 2004–luty 2005).
Ukończył Akademię Wychowania Fizycznego w Krakowie. Jest ojcem Grzegorza Rysia.